# Mutato Muzika

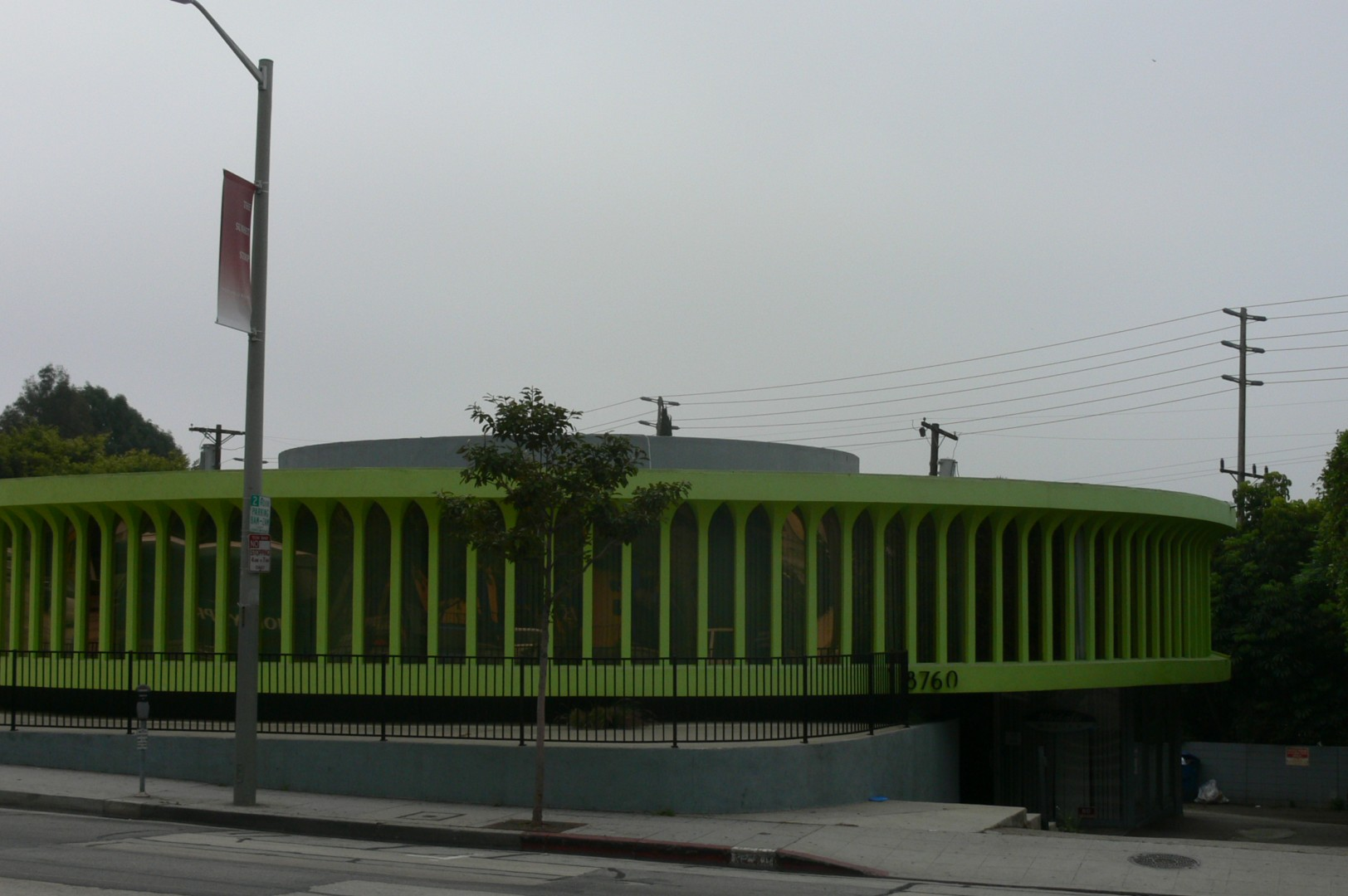
Construcción de Mutato Muzika en el Sunset Boulevard

Mutato Muzika es una productora musical creada en 1989 por el cofundador de Devo, Mark Mothersbaugh. Aunque todos los miembros de Devo, Mark Mothersbaugh, Gerald V. Casale, Bob Mothersbaugh, Bob Casale y el baterista Josh Freese, colaboran en los proyectos de la productora. Mutato Muzika ha producido música para numerosas películas, incluyendo Rushmore, The Royal Tenenbaums, The Life Aquatic with Steve Zissou, Confessions of a Teenage Drama Queen, 13, Los amos de Dogtown, Nick y Nora, una noche de música y amor, Cloudy with a Chance of Meatballs y Catfish. Además, desde sus comienzos, lleva realizando proyectos para televisión como Rugrats, Scooby-Doo, Eureka, entre otros. En cuanto a sus trabajos para publicidad cabe destacar los anuncios de Martini, Apple o Logitech. La industria del videojuego también cuenta con aportes de Mutato Muzika, como los conocidos Crash Bandicoot y Los Sims.
Mutato Muzika está ubicado en Sunset Strip en West Hollywood, Los Ángeles, California. Un peculiar edificio redondo y de color verde diseñado por el arquitecto brasileño Oscar Niemeyer.

## Componentes
- Mark Mothersbaugh, compositor, vocalista, fundador.
- Natalie P Montgomery, directora de proyectos.
- Albert Fox, compositor.
- John Enroth, compositor.
- Bob Mothersbaugh, compositor, guitarrista y vocalista
- Marc Baker, asistente artístico
- Andrea Feyler, coordinador

## Películas
Mutato Muzika ha participado en las grabaciones de las siguientes películas:
- Hotel Transylvania
- Safe
- What to Expect When You're Expecting
- 21 Jump Street
- Moonrise Kingdom
- The Royal Tenenbaums
- Rugrats in Paris: The Movie
- The Adventures of Rocky and Bullwinkle
- Drop Dead Gorgeous
- Mystery Men
- It's the Rage
- Rushmore
- 200 Cigarettes
- Dead Man on Campus
- The Rugrats Movie
- Bottle Rocket
- The Last Supper
- Happy Gilmore
- Four Rooms
- The New Age
- The Big Squeeze
- Breaking Up
- Flesh Suitcase
- Down on the Waterfront
- It's Pat
- Welcome to Collinwood
- Catfish
- Private Perez
- Born to be Wild

## Televisión
Mutato Muzika ha participado en las grabaciones de los siguientes programas de televisión:
- The Carrie Diaries
- House of Lies
- Enlightened
- Clifford the Big Red Dog
- Dawson's Creek
- Can Of Worms
- Mr. Potato Head Show
- Rugrats
- Working
- Quicksilver Highway
- Principal Takes A Holiday
- Last Rites, Fired Up
- Life's Work
- Strange Luck, Liquid Television
- Pee-wee's Playhouse
- Santo Bugito
- Bakersfield P.D
- Sliders
- Future Quest
- A.J.'s Time Travelers
- Beakman's World
- Adventures In Wonderland
- If Not For You
- Too Something
- Medicine Ball
- Street Match
- Second Chances
- Edith Ann
- South Beach
- Mann And Machine
- Davis Rules
- Will Vinton Easter Special
- Great Scott
- Felix the Cat
- Hotel Malibu
- Greg the Bunny
- Muscle, McDonald's
- Hidden Hills
- The Mind Of The Married Man
- Stinky Pierre
- You Animal
- MD's
- Eureka
- Shaggy & Scooby-Doo Get a Clue!
- Shameless
- Blue Mountain State
- Regular Show

## Videojuegos
- Interstate '82
- The Sims 2
- Crash Bandicoot
- Crash Bandicoot 2: Cortex Strikes Back
- Crash Bandicoot 3: Warped
- Crash Team Racing
- Jak and Daxter: The Precursor Legacy
- Jak II
- Jak 3
- Boom Blox
- The Lego Movie Videogame
- Crash Team Racing Nitro-Fueled